# Carl Johan Andersson (företagare)
Carl Johan Andersson, född 1850 i Örebro, död 11 augusti 1927 i Uppsala, var en svensk företagare. Han är känd som kompanjonen till Lars Magnus Ericsson från grundandet av L. M. Ericsson & Co 1876.

## Biografi
Carl Johan Andersson var arbetskamrat med Lars Magnus Ericsson på Öller & Co när de båda fick stipendium för utlandsstudier. När Ericsson därefter startade ett eget företag lockade han med sig Andersson. De satsade 1000 kronor var i den nystartade verksamheten som fick namnet Lars Magnus Ericsson & Co. Ericsson köpte emellertid ut Andersson ur bolaget 1886. När verksamheten sedan övergick i bolagsform 1896 fick Andersson en plats i styrelsen som han avträdde 1901 samtidigt som Ericsson. Andersson kvarstod som verkstadsförman vid det nya bolaget till sin avgång 1908. Han flyttade då till Uppsala där han bodde till sin död 1927.